# Lawe Sembekan
Lawe Sembekan is een bestuurslaag in het regentschap Aceh Tenggara van de provincie Atjeh, Indonesië. Lawe Sembekan telt 481 inwoners (volkstelling 2010).